# TSG Bremerhaven
Die TSG Bremerhaven ist ein Tanzsportverein in Bremerhaven. Der Verein wurde am 21. Januar 1971 unter dem Namen Tanzsportgemeinschaft Bremerhaven e. V. (TSG Bremerhaven) gegründet. Schwerpunkt des Vereins ist der Formationstanz Latein, darüber hinaus verfügt der Verein aber auch über Einzelpaare (Latein & Standard) sowie über eine Sparte für Jazz- und Modern Dance, Breitensport und Behindertentanz.

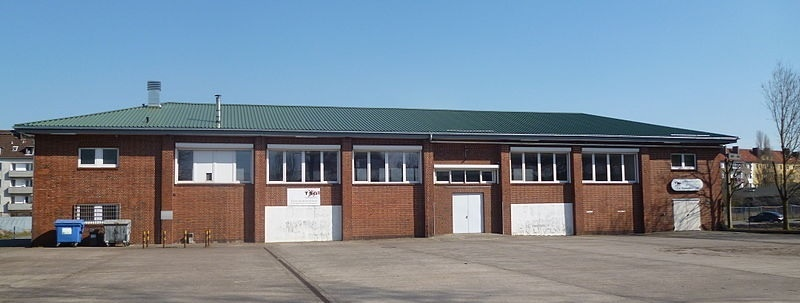
Trainingshalle der TSG Bremerhaven

Seit 1996 verfügt die TSG Bremerhaven über ein eigenes Tanzsportzentrum, das in einer ehemaligen Sporthalle der US-Streitkräfte in Bremerhaven eingerichtet wurde. Mit aktuell 14 Weltmeister- und 10 Europameistertiteln und dem 20-fachen Gewinn der Deutschen Meisterschaft im Formationstanzen Latein (Latein A-Formation) ist die TSG Bremerhaven einer der erfolgreichsten, wenn nicht der erfolgreichste Tanzsportverein der Welt auf diesem Gebiet (Stand: Dezember 2006).

## Einzelpaare
Ende der 1970er-Jahre und in den 1980er-Jahren traten Horst Beer und Andrea Lankenau erfolgreich für den TSG Bremerhaven an. Von 1981 bis 1986 gewannen sie sechsmal in Folge die Deutsche Meisterschaft Latein. Darüber hinaus platzierten sie sich auch bei den Deutschen Meisterschaften Standard von 1983 bis 1985 (1983: 6. Platz, 1984: 5. Platz und 1985: 4. Platz) und bei den Deutschen Meisterschaften Allround von 1982 bis 1985, wo sie zweimal die Deutsche Meisterschaft gewonnen (1983: 6. Platz, 1983: 3. Platz, 1984: 1. Platz, 1985: 1. Platz).

## Standardformationen
Im Jahr 1986 wurde in der TSG Bremerhaven eine Standardformation gegründet, die in der Saison 1988/89 erstmals in der Regionalliga Nord Standard zu Ligawettkämpfen antrat. Die Mannschaft tanzte unter dem Training von Frank Lilkendey mehrere Saisons in der Regionalliga Nord, später dann auch in der 2. Bundesliga. Mitte der 1990er-Jahre stieg die Mannschaft wieder in die Regionalliga Nord ab.
Nachdem 1999 Horst Beer die Leitung des Teams übernommen hatte, erreichte es in der Saison 2000/01 den 1. Platz in der Regionalliga Nord Standard und schaffte mit dem 1. Platz im Aufstiegsturnier zur 2. Bundesliga Standard den Wiederaufstieg. Ein Jahr später dann belegte das Team den 2. Platz in der Liga und stieg so direkt in die 1. Bundesliga Standard auf.
Für die Saison 2003/04 gründete die TSG Bremerhaven eine Formationsgemeinschaft mit dem TTC Gold und Silber Bremen. Die Formationsgemeinschaft, die von Horst Beer und Heiko Leyhausen trainiert wurde, zog sich aber noch vor Beginn der Ligaturniere Anfang 2004 aus dem Turniergeschehen zurück. Auf den freigewordenen Startplatz rückte das A-Team des TSC Schwarz-Gold Göttingen aus der 2. Bundesliga Standard nach.
In den 1990er-Jahren verfügte die TSG Bremerhaven neben dem A-Team noch über ein B-Team, das in der Regionalliga Nord Standard antrat. Trainer des B-Teams waren Helmut Beer (als Haupttrainer), Yvonne Altenberg (geb. Zacker) und Axel Newe.

## Lateinformationen

### A-Team
Die erste Lateinformation der TSG Bremerhaven wurde 1971 gegründet. Bereits im Gründungsjahr errang die Lateinformation des TSG Bremerhaven den sechsten Platz bei den Deutschen Meisterschaften. 1976 erreichte die Formation den zweiten Platz bei den Europameisterschaften und tanzte sich seitdem nahezu ununterbrochen auf die Spitzenplätze bei nationalen und internationalen Meisterschaften. 1979 errang die Lateinformation zum ersten Mal alle drei Meistertitel und wurde Deutscher Meister, Europameister und Weltmeister.
Trainer der Formation waren zunächst Helmut Beer und Harry Körner. Als Harry Körner 1981 aus dem Traineramt ausschied, rutschte Horst Beer, der vorher aktiver Tänzer im A-Team und Trainer des C-Teams der TSG Bremerhaven war, ins Traineramt nach.
Am 21. Mai 2008 erklärte das Trainergespann des A-Teams geschlossen seinen Rücktritt. Trainer waren zu diesem Zeitpunkt Horst Beer, Ralf Kühlke, seit 1986 Assistenztrainer, und Fred Koellner, von 1983 bis 1993 selber aktiver Tänzer und anschließend ebenfalls Assistenztrainer der A-Formation. Da zunächst keine Nachfolger gefunden werden konnten, zog die TSG Bremerhaven ihr A-Team im Juli 2008 aus der 1. Bundesliga zurück. Auf den freiwerdenden Startplatz rückte das A-Team des 1. TC Ludwigsburg nach.
Das A-Team löste sich schließlich 2008 auf. Aus dem B-Team wurde anschließend das neue A-Team der TSG Bremerhaven, das zunächst den Startplatz des B-Teams in der Regionalliga Nord Latein übernehmen sollte. Nachdem der TSZ Blau-Gelb Bremen sein A-Team aus der 2. Bundesliga Latein zurückzog, rückte das A-Team der TSG Bremerhaven für die Saison 2008/09 in die 2. Bundesliga Latein nach.

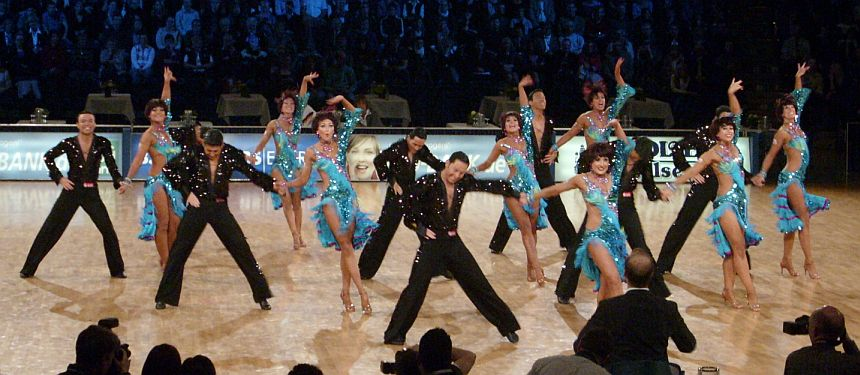
Das neue A-Team bei der Deutschen Meisterschaft der Formationen 2009

Nachdem die TSG Lüdenscheid am 29. Juni 2009 den Startplatz in der 1. Bundesliga zurückgegeben hatte, wurde die TSG Bremerhaven für die Saison 2009/10 in die 1. Bundesliga nachnominiert. Auf den dadurch freigewordenen Startplatz in der 2. Bundesliga rückte der 1. TSZ Nienburg nach, der beim Aufstiegsturnier zur 2. Bundesliga den 3. Platz ertanzt hatte.
Im Juli 2012 zog der Verein sein A-Team aus der 1. Bundesliga zurück. Auf den freigewordenen Startplatz rückte das A-Team der TSG Backnang nach, das A-Team der TSG Bremerhaven übernahm den Startplatz des B-Teams und trat ab der Saison 2012/13 in der Regionalliga Nord Latein an. Nach dem Rückzug der TSG Quirinus Neuss aus der 2. Bundesliga Latein zur Saison 2014/15 rückte die Mannschaft in die 2. Bundesliga nach. Diese Saison schloss die Mannschaft auf dem fünften Platz ab und konnte sich damit in der Liga halten. Zur Saison 2015/16 startete das A-Team mit vielen neuen Tänzern aus dem eigenen B-Team und beendete die Saison mit der Formationsgemeinschaft TSC Metropol Hofheim / TC Blau-Orange Wiesbaden / TSC Rot-Weiß Rüsselsheim A auf dem geteilten dritten Tabellenplatz. Am Ende der Saison 2016/17 stieg die Mannschaft als Tabellenzweiter wieder in die 1. Bundesliga Latein auf. 
2021 nahm das Team nach 14 Jahren mit dem Thema „Time Machine“ wieder an einer Weltmeisterschaft teil und belegte den vierten Platz. Im Mai 2022 nahm die Mannschaft an der Europameisterschaft der Lateinformationen im österreichischen Wien teil und erreichte die Bronzemedaille. Bei der Weltmeisterschaft 2022 gewann die Mannschaft ebenfalls die Bronzemedaille, bei der Deutschen Meisterschaft 2022 belegte sie Platz 2.
Trainer der Mannschaft sind Lars-Ole Rühmann und Matthias Beutler.

#### Übersicht der Titel
- Deutscher Meister: 1977–1981, 1983–1985, 1987–1990, 1992, 1994, 1997, 1999–2001, 2003, 2006
- Europameister: 1978, 1979, 1981, 1991, 1992, 1995, 1996, 1998, 2000, 2002
- Weltmeister: 1977, 1979–1981, 1983–1985, 1987, 1991, 1994, 1995, 2000, 2001, 2007*
- Bremer Mannschaft des Jahres: 1997, 1999, 2001, 2002
- Bremerhavener Mannschaft des Jahres: 2021[6]

*2007 durch Platzgleichheit zwei Weltmeister: TSG Bremerhaven und GGC Bremen

### B- und C-Team
Außer der A-Formation verfügte die TSG Bremerhaven bis zum Rücktritt des Trainerstabs des A-Teams im Mai 2008 noch über eine B-Formation und eine C-Formation. Die B-Formation startete in der Saison 2007/08 in der Regionalliga Nord Latein, das C-Team trat in der Oberliga Nord Latein an. Nach der Auflösung des A-Teams der TSG Bremerhaven im Sommer 2008, wurde aus dem B-Team das neue A-Team des Vereins und aus dem C-Team das B-Team.
Das B-Team tanzte in den folgenden Saisons überwiegend in der Oberliga Nord Latein und in der Saison 2009/10 in der Regionalliga Nord Latein. In der Saison 2012/13 trat keine zweite Mannschaft des Vereins zu Ligawettkämpfen an.
Ein neues B-Team ging in der Saison 2013/14 wieder in der Landesliga Nord Latein an den Start, ein neues C-Team dann in der Saison 2015/16. Während das C-Team als Nachwuchsteam überwiegend in der Landesliga Nord bzw. Oberliga Nord Latein antrat, tanzte das B-Team zeitweise in der 2. Bundesliga Latein. Am Ende der Saison 2021/22 wurden die beiden Mannschaften zu einem neuen B-Team zusammengelegt, das in der Saison 2022/23 in der Regionalliga Nord Latein antrat.

## Jazz und Modern Dance
Im Bereich Jazz und Modern Dance war die TSG Bremerhaven von 2007 bis 2014 mit vier Formationen am Start. Zwei davon starteten in den beiden höchsten Ligen, das Team „Art of Jazz“ in der 1. Bundesliga JMD, das Team „In 2 Jazz“ in der 2. Bundesliga Nord-Ost/West JMD.

## Ehrungen
Die A-Lateinformation der TSG Bremerhaven wurde 1997, 1999, 2001 und 2002 Landessportler des Jahres in Bremen. 2013 wurde der Hip-Hop-Junioren-Weltmeister Vadim Averin als Landessportler des Jahres ausgezeichnet.